# Laurín
Laurín (1025 m n.p.m.) – wyraźny szczyt w grupie górskiej Gór Kremnickich w Centralnych Karpatach Zachodnich, na Słowacji.

## Położenie i ukształtowanie
W podziale Gór Krzemnickich Laurín zaliczany jest do tzw. grzbietu Flochovej. Nie leży on jednak już w głównym grzbiecie tych gór, lecz w jednym z bocznych ramion, na jakie rozdziela się on w rejonie Velestúru (1254 m n.p.m.). Ramię to odgałęzia się na południe od przełęczy Trzy Krzyże (1182 m n.p.m.) i biegnie w kierunku południowym, a następnie południowo-wschodnim, dzieląc się na kolejne odnogi i obniżając się nad wieś Sielnicę w Kotlinie Zwoleńskiej. Rozdziela ono dolinę Badínskiego Potoku na północy od doliny Sielnickiego Potoku (Sielnická dolina) na południu.
Szczyt Laurína leży w linii prostej w odległości 3,3 km od przełęczy Trzy Krzyże. Jego wierzchołek ma kształt dość płaskiej, nieco wydłużonej kopuły. Stoki słabo rozczłonkowane, dość łagodne, jedynie w dolnych partiach lokalnie stromsze. U północno-wschodnich podnóży masywu Laurína, w dolinie Badínskiego potoku, leży znany rezerwat przyrody Badínsky prales.

## Turystyka
Ściśle przez wierzchołek Laurína nie biegnie żaden znakowany szlak turystyczny, przez co szczyt ten – zarośnięty lasem i pozbawiony jakichkolwiek widoków - nie jest praktycznie odwiedzany. Przez przełęcz Laurín (997 m n.p.m.), ograniczającą od zachodu kopułę szczytową góry, wiedzie znakowany czerwono   szlak turystyczny biegnący z Kováčovej koło Zwolenia na południu przez szczyty Velestúr, Zlatá studňa (1265 m n.p.m.) i Skalka (1232 m n.p.m.) aż po przełęcz Tunel (1150 m n.p.m.) na północy. Południowymi stokami kopuły szczytowej wiodą natomiast zielone znaki   szlaku z Badína na wspomnianą przełęcz Laurín.